# Florence Devouard
Florence Nibart-Devouard (Versalhes, 10 de setembro de 1968) é uma diretora administrativa do projeto Wikimedia, que foi presidente do Conselho de Curadores da Fundação Wikimedia até outubro de 2006.

## Vida
Devouard nasceu em Versalhes, França. Ela cresceu e estudou em Grenoble, em Nancy, e mais tarde viveu em Antuérpia, na Bélgica e Arizona, EUA.. A partir de 2005, reside em Clermont-Ferrand, em França. Ela é casada com Bertrand Devouard e tem três filhos, William (nascido em 1996), Anne-Gaëlle (nascido em 1998) e Thomas (nascido em 2006).

## Educação
Devouard detém uma licenciatura em engenharia agronômica. Ela também tem um DEA em genética e da biotecnologia INPL. Ela tem trabalhado na investigação pública, em primeiro lugar no melhoramento genético de plantas flor, e a segunda em microbiologia para o estudo da viabilidade de biorremediação de solo contaminado. Ela foi empregada em uma empresa francesa para a concepção de tomada de decisão ferramentas em uma agricultura sustentável.

## Carreira
Em 9 de março de 2008, Devouard foi eleita membro do conselho municipal de Malintrat.
Devouard ingressou no conselho da Fundação Wikimedia em junho de 2004 como presidente do conselho de curadores, sucedendo Jimmy Wales. Ela atua no Conselho Consultivo da Fundação desde julho de 2008.
Co-fundadora da Wikimedia França em outubro de 2004, ela foi vice-presidente do conselho de 2011 até dezembro de 2012.

## Reconhecimento
Em 16 de maio de 2008, foi nomeada cavaleira da Ordem Nacional do Mérito da França, proposta pelo Ministério das Relações Exteriores como "presidente de uma fundação internacional".